# Anthericum
Genre
Classification APG III (2009)
Anthericum est un genre de plantes herbacées, notamment des phalangères. Il appartient à la famille des Liliaceae selon la classification classique. La classification phylogénétique APG III (2009) le place dans l'ordre des Asparagales et dans la famille des Asparagaceae (il était précédemment placé dans la famille des Agavaceae).

## Liste des espèces
- Anthericum angustifolium Hochst. ex A.Rich.
- Anthericum baeticum (Boiss.) Boiss.
- Anthericum ×confusum Domin
- Anthericum corymbosum Baker
- Anthericum jamesii Baker
- Anthericum liliago L. - Phalangère à fleurs de Lis
  - Anthericum liliago subsp. algeriense (Boiss. & Reut.) Maire & Weiller
  - Anthericum liliago subsp. liliago
- Anthericum maurum Rothm.
- Anthericum ramosum L. - Phalangère ramifiée